# Jairo (nombre)
Jairo es un nombre propio masculino de origen hebreo en su variante en español.
Su origen es el griego Jairo (χαίρω), que significa "Soberbio", con una familia etimológica relacionada con estos conceptos (ver también "kairós").
No obstante, atendiendo a la aparición de un personaje con ese nombre en los evangelios de Mateo, Marcos y Lucas, otros proponen que debería proceder del hebreo Ya’ir, significando «Dios quiere lucir», sin tener en cuenta que dichos evangelios se escribieron en griego, por lo que lo más probable es que el nombre del personaje sea una traducción al griego de, por ejemplo, Tobías, que significa lo mismo.
Sus variantes son: Jair, Jaír o Yahir.

## Personaje bíblico
Jairo  es mi nombre
- Jairo, jefe de una sinagoga. Protagonista de uno de los episodios más singulares: la resurrección de su hija por parte de Jesús, y la curación de la hemorroísa (Marcos 5:22- Lucas 8:41).

## Variantes
- Femenino: Jaira, Yajaira.
- Diminutivo: Jairito, Jairecito Jairillo.

| Variantes en otros idiomas | Variantes en otros idiomas |
| -------------------------- | -------------------------- |
| Español                    | Jairo, Yajairo             |
| Checo                      | Jairo                      |
| Hebreo                     | Ya’ir                      |
| Portugués                  | Jair, Jairo                |
| Ruso                       | Хайро                      |

## Santoral
La celebración del santo de Jairo se corresponde con el día 17 de abril.